# 雉尾
雉尾冠是中國古代王爵世子頭上配戴的帽子，用來識別其貴族身分，此外，一些軍事將領也有戴的，此蛉遊牧民族的軍人也有戴不同形雉尾冠的情況，雉尾冠也經常常用於戲曲演出時。